# Roze kaketoe
De roze kaketoe (Eolophus roseicapilla) ook wel rose kaketoe of rosé kaketoe genoemd (en: Galah) is een van de meest voorkomende en verspreide kaketoesoorten in Australië.

## Kenmerken
De soort kan een lengte bereiken van 35 cm en weegt rond de 300 tot 350 gram. Deze papegaaiachtige heeft een kenmerkend verenkleed. Een grijs gekleurde rug en staart. Een roze buik, borst en kop met een lichtroze kuif.

## Leefwijze
Zijn natuurlijk voedsel bestaat voornamelijk uit zaden, wortels, mossen en vruchten.

## Voortplanting
Kaketoes blijven hun hele leven bij dezelfde partner. Ze broeden gezamenlijk op het nest. Welke meestal in een holte in een boom wordt gemaakt. Het legsel bestaat meestal uit 2-5 eieren. De eieren komen uit na ongeveer 25 dagen. Na ongeveer 100 dagen zijn de jongen volledig zelfstandig. Na 3 jaar zijn de vogels geslachtsrijp.

## Verspreiding en leefgebied
De roze kaketoe is een vogel die endemisch voorkomt in Australië. Hier leven ze in grote groepen, of in paren en in gezinsverband. Het is een vogel van open landschappen met her en der bomen, een typische cultuurvolger die een voorkeur heeft voor gebieden met akkers, weilanden en zelfs sportvelden en stadsparken.

## Ondersoorten
Van de roze kaketoe zijn er 3 ondersoorten:
- E. r. albiceps: van het oostelijke deel van Centraal-en oostelijk Australië tot Tasmanië.
- E. r. kuhli: noordelijk Australië.
- E. r. roseicapilla: westelijk en het westelijke deel van Centraal-Australië.

## Status
De roze kaketoe heeft een groot verspreidingsgebied en daardoor alleen al is de kans op uitsterven uiterst gering. De grootte van de populatie is niet gekwantificeerd, maar neemt nog steeds toe. Om deze redenen staat deze kaketoe als niet bedreigd op de Rode Lijst van de IUCN.

## De roze kaketoe als huisdier
De roze kaketoe wordt ook gefokt om te houden als huisdier. Over het houden van deze vogel moet niet te licht worden gedacht. Ze zijn zeer sociaal. Kunnen in gevangenschap onder goede omstandigheden wel 60 jaar worden. Ze vragen veel geduld en zorg, maar bij een goede verzorging valt het luidruchtig zijn wel mee. Als men ze veel aandacht geeft, worden ze ook steeds rustiger. Ze kunnen enkele woordjes leren spreken. Mannetjes zijn iets betere sprekers dan vrouwtjes.